# Osteocephalus vilarsi
Osteocephalus vilarsi é uma espécie de anfíbio da família Hylidae. Endêmica do Brasil, onde pode ser encontrada apenas na localidade-tipo em Taracuá no estado do Amazonas. Considerada como sinônimo de Osteocephalus taurinus foi elevada a espécie distinta em 2010.